# Caminos de utopía
Caminos de utopía es una de las obras más importantes de Martin Buber. Su título original es Pfade in Utopia y se editó en alemán en 1950, por Verlag Lambert Schneider, en Heidelberg; su primera edición española fue en 1955, por el Fondo de Cultura Económica, en México (ISBN 950-557-105-4).
En él se hace una revalorización del socialismo utópico, se expone una modalidad de socialismo cooperativo y comunitario, y se explica el fracaso del movimiento socialista en conformar una sociedad nueva. Según sostiene Buber, el socialismo podrá ser edificado sobre la base de instituciones comunitarias preexistentes, cooperativas, comunas rurales, etc. 
Para Buber un socialismo genuino no es posible sin libertad de asociación, descentralización, federalismo y autonomía de las organizaciones (socialismo libertario). Además, se hace un análisis del cooperativismo en la experiencia israelí.

## Contenido
- Prólogo del autor
- El concepto
- El asunto
- Los primeros
- Proudhon
- Kropotkin
- Landauer
- Intentos
- Marx y la renovación de la sociedad
- Lenin y la renovación de la sociedad
- Otro experimento
- En la crisis